# Le Tréhou
 Le Tréhou  (en bretón An Treoù-Leon) es una población y comuna francesa, situada en la región de Bretaña, departamento de Finisterre, en el distrito de Brest y cantón de Ploudiry.

## Demografía
| 619 | 596 | 527 | 453 | 395 | 408 |
| Para los censos de 1962 a 1999 la población legal corresponde a la población sin duplicidades (Fuente: INSEE [Consultar]) |     |     |     |     |     |